# Eleanor Farjeon
Eleanor Farjeon (13 de fevereiro de 1881 – 5 de junho de 1965) foi uma escritora inglesa de histórias e poemas, principalmente para crianças.

## Prêmios (seleção)
- 1956 - Prêmio Hans Christian Andersen